# 喬治王群島

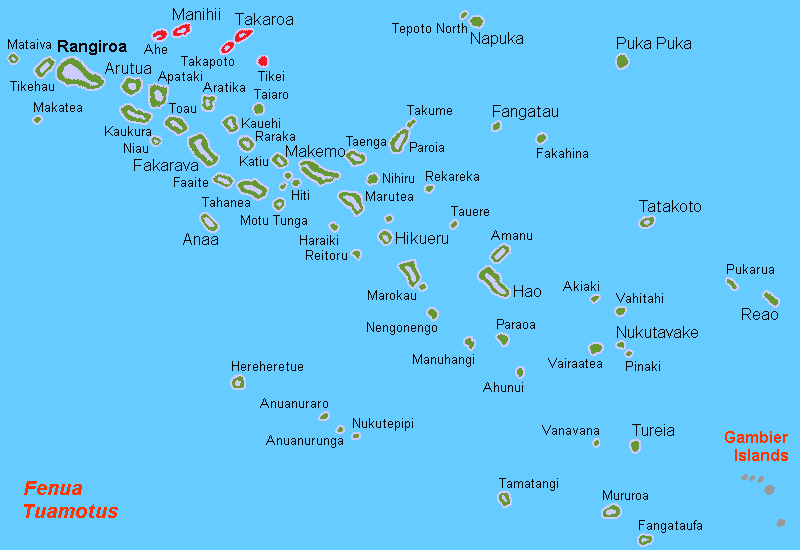

喬治王群島（法語：Îles du Roi Georges，發音：[il dy ʁwa ʒɔʁʒ]）是法屬波利尼西亞的群島，位於太平洋海域，屬於土阿莫土群島的一部分，總土地面積64平方公里，該群島在1616年被荷蘭水手發現，2002年人口2,730。
该群岛包括四个环礁和一个岛屿：
- 阿亥环礁
- 馬尼希環礁
- 塔卡波托環礁
- 塔卡羅阿環礁
- 蒂凱島

其中马尼希环礁、阿亥环礁由马尼希市镇管辖，塔卡罗阿环礁、塔卡波托环礁和蒂凯岛由塔卡罗阿市镇管辖，

## 外部連結
- GeoNames: Îles（页面存档备份，存于）
- Origin of the name (in German)（页面存档备份，存于）

14°32′S 147°08′W / 14.533°S 147.133°W